# Le Crépuscule des prophéties
Le Crépuscule des prophéties (titre original : Severed Souls) est le troisième tome de la suite du cycle L'Épée de vérité, série de romans de l'américain Terry Goodkind. Il est paru le 5 août 2014 aux États-Unis puis le 22 octobre 2014 en France.
Ce livre est considéré comme le quatorzième tome du cycle de L'Épée de vérité dans sa traduction française.

## Résumé
Richard et Kahlan poursuivent leur retour au Palais du Peuple afin d'être soignés. En chemin, ils sont à plusieurs reprises attaqués par des Shun-tuk dont ils découvrent l'étendue des pouvoirs occultes et les capacités stratégiques. De son côté, Samantha révèle des pouvoirs impressionnants qui paradoxalement place le doute sur elle et sa mère Irena. Cette dernière, devant leur état qui empire, leurs propose de se rendre à la citadelle de Saavedra. 
En cours de route, Zedd est assassiné sans coupable apparent, lui qui avait semé le doute dans l'esprit de Richard quant à l'intérêt de poursuivre cette quête impossible de paix. 
Dans tous les cas, malgré sa tristesse, Richard et son groupe poursuivent leur route et rencontrent Red, une voyante qui a utilisé un chat sauvage pour les conduire jusqu'à elle. Celle-ci négocie l'autorisation de passer avec Kahlan. Elle lui demande de tuer Nicci car celle-ci va causer la mort de Richard à la suite du meurtre de Khalan.
Sans qu'il y ait de suite à cette demande, le groupe arrive à la citadelle mais il s'agissait d'un piège de l'homme qui se fait dorénavant appelé Lord Dreier. Celui-ci suivait l'évolution du groupe grâce à son espionne, Irena. Les Mord Sith se ralliant finalement à Richard, celui-ci est libéré et, fou de rage en apprenant qu'elle est la responsable de la mort de Zedd, la tue violemment. Samantha découvrant cela assassine Kahlan avant de s'en aller en jurant sa perte.
Face au corps inerte de sa femme, le Sourcier demande à Nicci d'arrêter son cœur afin de, grâce à son pouvoir du 3e royaume, retrouver son esprit dans le royaume des morts.
Il y parvient, lui ôtant même son maléfice, mais ne peut revenir dans son propre corps. Le groupe se met alors à rechercher une solution pour ramener Richard à la vie, même si tout espoir semble perdu.